# 168221 Donjennings
168221 Donjennings este o planetă minoră (asteroid) din centura de asteroizi. A fost descoperită pe 1 mai 2006 la Observatorul Național Kitt Peak de Marc Buie⁠(d). 
Obiectul prezintă o orbită caracterizată de o semiaxă mare de 2,7732228026241 UAi, o excentricitate de 0,19, o înclinație de 3,6 ° în raport cu ecliptica.